# Gerhard Herfindal
Gerhard Herfindal (n.1968) es un batería noruego de black metal, más conocido como Amagedda.
Armagedda formó parte de la primera formación de la banda Immortal permaneciendo en ella hasta 1992 grabando las demos y el primer álbum de estudio Diabolical Fullmoon Mysticism, aunque no apareció en el primer videoclip de la banda, "The Call of the Wintermoon", ya que por aquel entonces ya había sido sustituido por Kolgrim.
En la primera demo de Immortal se hacía llamar Gaedda.
En el año 2006, Armagedda volvió a encontrarse con sus excompañeros en Immortal, Abbath Doom Occulta y Demonaz Doom Occulta, está vez en el proyecto I en el que también están King ov Hell y Ice Dale.

## Discografía
Con Immortal
- Diabolical Fullmoon Mysticism (1992)

Con I
- Between Two Worlds (2006)

Con Demonaz
- March of the Norse (2011)